# Адамов, Джо
Джо Адамов (англ. Joe Adamov, настоящее имя Иосиф Амаякович Адамов; 7 января 1920, Батуми — 18 декабря 2005, Москва) — советский и российский радиожурналист, переводчик, диктор иновещания. Заслуженный работник культуры РСФСР (1975)

## Биография
Джо Адамов родился 7 января 1920 года в Батуми. По национальности — армянин. В возрасте семи лет его отец, чиновник советского торгпредства в Лондоне, записал его в британскую школу. Позже, в 1930-х, когда семья вернулась в Москву, он учился в специальной американской школе.
В 1942 году окончил Московский педагогический институт. Вскоре устроился диктором английской редакции Московского радио.
В 1957 по 1990 год вёл на США популярную радиопрограмму Moscow Mailbag («Московский почтовый мешок»). Программа отвечала на вопросы слушателей по всем аспектам советской жизни и политики СССР. В период расцвета программы Адамов получал тысячи писем в год. В качестве журналиста и ведущего программы Адамов провел интервью со многими западными политиками и журналистами, включая Дуайта Д. Эйзенхауэра, Элеонору Рузвельт, Уолтера Кронкайта и Ларри Кинга.

В некоторых отношениях Адамов выглядит и ведет себя как советский обыватель. Он дородный, говорит, что ездит на ржавом черном 16-летнем седане «Волга» и может, с минимальными подсказками, рассуждать на самые разные темы. … Он признает, что чаще всего его объяснения включают критику США. «Мы не пытаемся принизить вашу страну», — сердечно говорит он. «Мы просто позволяем себе не согласиться с вашей внешней политикой». По его словам, один разочарованный слушатель однажды спросил его, может ли он найти что-то положительное, чтобы сказать о США. «Я сказал, мне нравятся ваши машины. Что мне нравятся ваши супермаркеты. Что я восхищаюсь эффективностью американцев, их деловым подходом к вещам». … Временами кажется, что Адамов искренне любит идеологического и военного врага Советского Союза. Он вспоминает о Второй мировой войне, когда Советский Союз и США работали вместе. «Мы были союзниками, имейте в виду, — говорит он, — и я хотел бы, чтобы мы могли быть снова».
Оригинальный текст (англ.)In some respects, Adamov looks and acts like a Soviet everyman. He's portly, says he drives a rusty, black 16-year-old Volga sedan, and can, with minimal prompting, hold forth on a wide range of topics. ... He admits that more often than not, his explanations include criticism of the US. ``We're not trying to belittle your country, he says, cordially. ``We just beg to differ on your foreign policy. One frustrated listener, he says, once asked him if he could find something positive to say about the US. ``I said, I like your cars. That I like your supermarkets. That I admire Americans' efficiency, their businesslike approach to things. ... At times, Adamov seems genuinely fond of the Soviet Union's ideological and military nemesis. He reminisces about World War II, when the Soviet Union and the US were working together. "We were allies, mind you, he says, and I wish we could be again."
— Gary Thatcher - Comrade Joe Adamov tells it all to you // Christian Science Monitor, July 9, 1986
Джо Адамов был официальным переводчиком во время суда над Фрэнсисом Пауэрсом — американским лётчиком, сбитым над территорией СССР в 1960 году.
В 1990 году был награждён орденом Дружбы народов.
Умер 18 декабря 2005 года в Москве.